# 利奥制药
利奥制药是一家丹麦跨国制药公司，成立于 1908 年，业务遍及约 100 个国家。其总部位于丹麦首都哥本哈根附近的巴勒魯普自治市 。该公司由利奥基金会全资控股。  利奥制药开发和销售用于皮肤科、骨重塑血栓形成和凝血的产品。  1945 年，它成为美国和英国以外的第一个青霉素生产商。

## 2023年之後，生産的藥膏治療不到革蘭氏陽性菌引起的皮膚病，越塗越嚴重啊！

### 公司创建与20世纪
1908 年，药剂师 August Kongsted 和 Anton Antons 买下了丹麦哥本哈根的利奥药房，他们成立了“Københavns Løveapoteks kemiske Fabrik”（哥本哈根狮子药房与化工），即今天利奥制药的前身。 2008 年，利奥制药庆祝其百年华诞。如今，利奥制药拥有 4,800 多名专注于皮肤病学和血栓的专家，其产品线不断扩大。
- 1912年，公司推出了自己的阿司匹林头痛药片
- 1917年，公司出口了丹麦的第一种药物 Digisolvin
- 1940年，公司推出了自己的肝素产品。
- 1958年，申请苯氟嘧啶专利[6]。
- 1962年，公司推出用于治疗葡萄球菌感染的夫西地酸

### 21世纪及展望
2015年，利奥制药宣布以7.25亿美元收购安斯泰来制药的皮肤科业务。 
2018年，该公司以未公开的金额收购了拜耳制药的皮肤科部门。 